# Francisco José Pérez y Fernández-Golfín
Francisco José Pérez y Fernández Golfin (Madrid, 12 de febrero de 1931-Getafe, 24 de febrero de 2004) fue un eclesiástico español, obispo auxiliar de Madrid-Alcalá (1985-1991) y primer obispo de Getafe (1991-2004).

## Biografía

### Primeros años
Hijo de Julio Pérez Aubá, funcionario civil, y de María Luisa Fernández-Golfín Guerrero de Portanova, descendiente de militares, fue el cuarto de cinco hermanos. Vivió la guerra civil española siendo muy niño en Madrid y Barcelona, escapando providencialmente de la muerte en varias ocasiones. Durante su juventud perteneció a la Acción Católica. Después de cursar el bachillerato superior ingresó en el Seminario Conciliar de Madrid.

### Sacerdocio
Fue ordenado sacerdote en Madrid el 26 de mayo de 1956, a los veinticinco años, en la entonces Catedral de San Isidro. Su primera misión pastoral fue la de párroco de Alpedrete (Madrid), y encargado de Los Negrales, de 1956 a 1962. Realizó varios cursos sobre espiritualidad y dirección espiritual. En 1962, el entonces patriarca-obispo de Madrid-Alcalá, Leopoldo Eijo y Garay, lo nombró director espiritual del seminario, cargo que desempeñó hasta el año 1973, compaginando este cargo con el de profesor de formación religiosa en la Escuela Técnica de Ingenieros de Caminos.
Francisco tenía experiencia de ejercicios espirituales, especialmente para sacerdotes y seminaristas, y fue requerido para ponencias y comunicaciones en diferentes congresos y reuniones de estudio y espiritualidad.
En 1965 se licenció en Teología Dogmática en la Universidad Pontificia de Comillas. Su tesis de licenciatura versó sobre el tema Todas las cosas aman a Dios en el pensamiento de Santo Tomás. En 1970 se diplomó en Psicopedagogía en la Escuela de la Federación Española de Religiosos de la Enseñanza.
En 1973 solicitó un traslado para atender mejor a sus padres, ya ancianos, y el cardenal arzobispo Vicente Enrique y Tarancón, lo nombró párroco de San Jorge, parroquia de nueva creación pero aún sin templo ni funcionamiento, cargo que desempeñó hasta 1983. Durante estos años fue elegido arcipreste del arciprestazgo de San Agustín. En este periodo conoció a Rafael Zornoza Boy, quien más tarde sería su secretario.
En 1974 obtiene la Licenciatura en Teología Moral en el Instituto Superior de Ciencias Morales con una tesis sobre El amor a los enemigos en el Nuevo Testamento.
En diciembre de 1983, el nuevo arzobispo Ángel Suquía Goicoechea lo nombró vicario episcopal de la Vicaría I, cargo que desempeñó conjuntamente con el obispo auxiliar Ricardo Blanco Granda.

### Obispo

#### Obispo auxiliar de Madrid
El 20 de marzo de 1985 fue designado por Juan Pablo II, obispo auxiliar de Madrid-Alcalá y titular de Tigillava. Su lema sacerdotal fue también el episcopal: Libentissime impendam et superimpemdar ipse pro animabus vestris (II Cor, 12, 15); "Muy gustosamente me gastaré y me dejaré desgastar por vuestras almas". Recibió la consagración episcopal el 11 de mayo siguiente junto con Francisco Javier Martínez Fernández y Agustín García Gasco y Vicente. Junto con otras muchas responsabilidades, se ocupó especialmente en estos años del cuidado de los sacerdotes y religiosos.
Desde 1987, formó parte de la Comisión de Seminarios y Universidades de la archidiócesis.

#### Obispo de Getafe
Durante todo su periodo como obispo auxiliar tuvo lugar el proceso de desmembración de la archidiócesis de Madrid-Alcalá. A comienzos de 1991 fue convocado por el nuncio para comunicarle su futuro nombramiento como obispo de Getafe. El nuncio se lo comunicó de la siguiente manera: 

Monseñor, el Santo Padre necesita un cirineo en Getafe.

Esta afirmación reflejó la gran dificultad que supondría estructurar una diócesis tan extensa y con una población en constante movimiento por la emigración. El 23 de julio de 1991 se hizo pública las bulas de creación de las diócesis de Getafe y Alcalá, desmembradas de Madrid. Unos meses antes acudió a la Tomó posesión de su sede ante el nuncio de Mario Tagliaferri y once prelados más, el 12 de octubre siguiente en la catedral de La Magdalena. 
A partir de 1992 comenzó a estructurar la diócesis: nombró a los primeros vicarios y al vicario general de la diócesis, Joaquín María López de Andújar y Cánovas del Castillo. Designó a los primeros arciprestes y al rector del seminario mayor, Rafael Zornoza Boy. Contó con la colaboración del ayuntamiento de Getafe, que ofreció una sede para el obispado, cercano a la catedral. Hasta que se estableció la residencia en el Cerro de los Ángeles, residió en Cubas de la sagra junto al seminario. Dada la gran distancia, iba dos días a la semana a Alcorcón, donde despachaba en la antigua sede de la vicaría XII. Ese mismo año creó el Consejo presbiteral, la Administración de justicia, el colegio de consultores y el consejo de asuntos económicos. Durante sus doce años de obispo, se crearon 26 parroquias. Puso en marcha las delegaciones, caritas diocesana y el Centro diocesano de Teología.
En la Conferencia Episcopal Española fue miembro de las Comisiones Episcopales del Clero, de 1987-1990; de Límites de 1993-1996 y de Seminarios y Universidades desde 1987.

### Fallecimiento
A los setenta y tres años de edad, y con más de doce años de servicio episcopal en la Diócesis de Getafe, falleció en su residencia el 24 de febrero de 2004, tras sufrir una caída accidental como consecuencia de un ataque al corazón. La capilla ardiente se instaló en la basílica del Cerro de los Ángeles. El funeral se ofició el 27 de febrero a las 12 del mediodía, presidido por el cardenal Antonio María Rouco Varela y concelebrado por otros 22 obispos y 400 sacerdotes. Recibió sepultura en la Ermita de Nuestra Señora de los Ángeles, junto al Seminario Diocesano Nuestra Señora de los Apóstoles.
Con fecha 15 de marzo de 2010, la Congregación para las Causas de los Santos autorizó la apertura de su proceso de beatificación.